# Medeski, Martin and Wood
Medeski, Martin and Wood (1992) es un trío estadounidense de jazz que está compuesto por el teclista-pianista John Medeski, el percusionista-baterista Billy Martin y el bajista Chris Wood. Pertenecen al jazz de vanguardia, su estilo es el de la fusión del jazz con el funk y soul. Su trabajo oscila entre la improvisación experimental y una música más accesible para el gran público, con la que ha llegado a cosechar cierta popularidad.

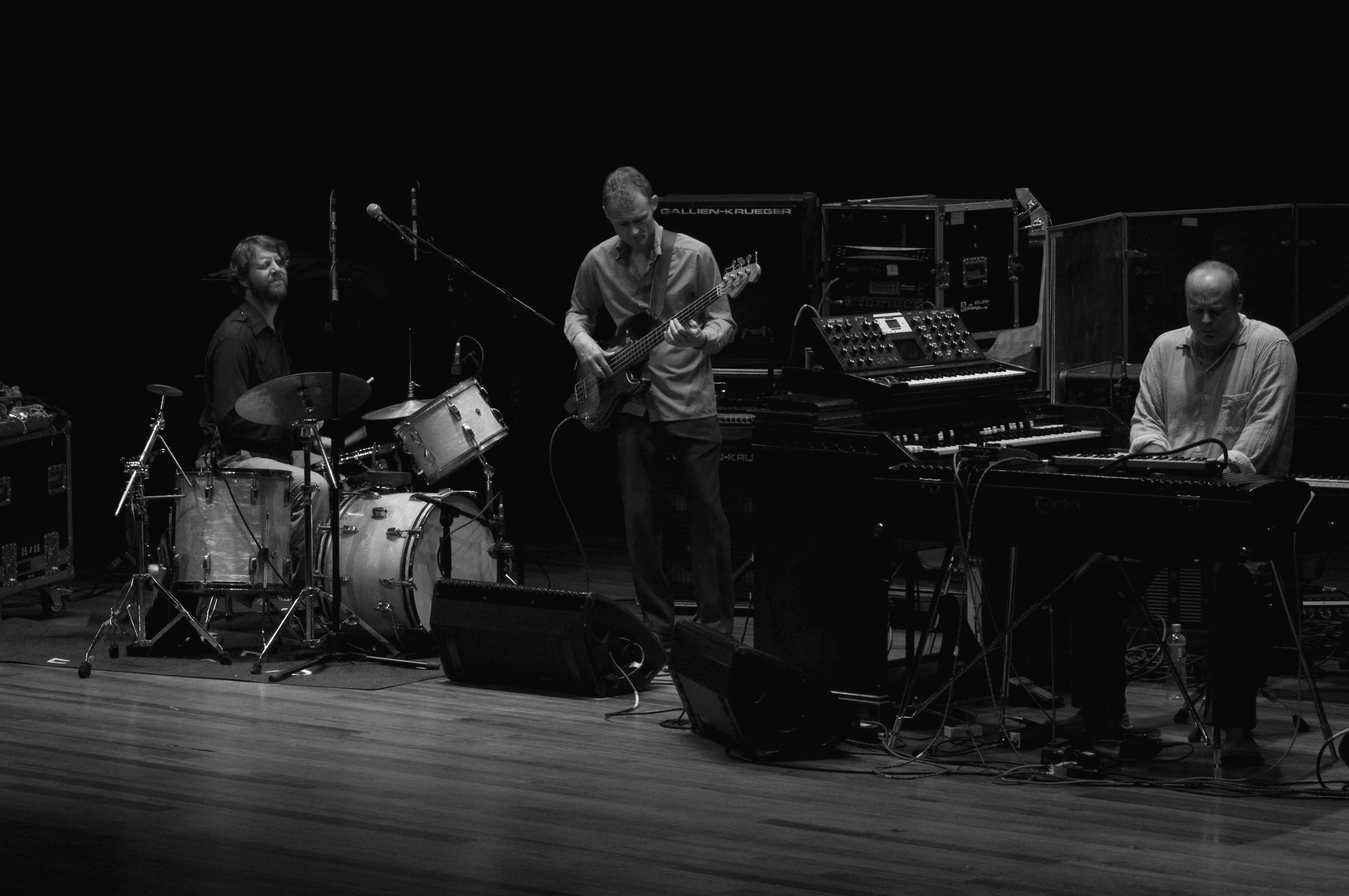
Foto tomada el 9 de septiembre de 2010 en el auditorio León de Greiff en Bogotá,Colombia.

## Biografía
Sus comienzos se remontan a 1991, cuando Bob Moses, productor neoyorquino independiente, los reunió por primera vez. A continuación hicieron una importante gira por el sur de los EE. UU., viajando en una vieja camioneta y presentándose en bares y universidades. 
Su particular estilo y su carácter de banda itinerante, les otorgaron el reconocimiento de los más jóvenes. En 1993 firmaron un contrato con el sello Gramavisión / Rykodisc por tres discos. En ese momento, se incorporó el sonido del órgano Hammond B3 que caracteriza a la banda. Su eclecticismo y capacidad instrumental individual les han llevado a colaborar con artistas tan dispares como John Scofield: "A Go-Go" o con Iggy Pop en "Avenue B". En 1998, firmaron contrato con el histórico sello discográfico Blue Note, con el que ya han editado siete álbumes lo que demuestra el prestigio alcanzado por la banda en la última década.

## Estilo musical
Es un grupo procedente del cambio generacional que se produce en el jazz de los años noventa. En su música hay cabida para el Groove, el Funk, el Soul, el Rock y por supuesto el jazz y quizás ese mestizaje es lo que les alejan del sector más purista del jazz tradicional, pero al mismo tiempo gozan del favor y de la popularidad de los jóvenes que se acercan al jazz por primera vez.
El conjunto ofrece un repaso de la historia del teclado en el jazz, desde el clásico formato de trío acústico hasta la corriente electrónica, pasando por el acid-jazz de los 60, el jazz-rock de los 70, o el experimentalismo europeo de los ochenta y noventa. La fórmula instrumental de hip-hop funk de MM&W, es el producto de un trío que está continuamente en crecimiento y expansión de sus ideas musicales. En su música mezclan los aires de Thelonious Monk, John Coltrane y Charles Mingus mezclados con lo más clásico de Grateful Dead en vivo sostenidos en piezas del viejo jazz de 1930 y la música vanguardista de Chicago, Los Ángeles o Nueva York.
El grupo se presentó en España por primera vez en Ibiza dentro de la Muestra de Jazz Injuve 2003. Son en la actualidad (2007) uno de los grupos de Nueva York con mayor aceptación internacional. 

## Discografía
- 1992		Notes from the Underground

- 1993		It's a Jungle in Here

- 1995		Friday Afternoon in the Universe
- 1996		Shack Man

- 1997		Farmer's Reserve

- 1998		Combustication

- 2000		Tonic [directo]

- 2000		The Dropper

- 2002		Uninvisible

- 2002	 	Electric Tonic

- 2004		End of the World Party (Just in Case)

- 2006 out louder

- 2008 Radiolarians I

- 2009 Radiolarians II